# 廣岡裕一
廣岡 裕一（広岡 裕一、ひろおか ゆういち、1962年9月12日　- ）は、日本の観光学者。和歌山大学観光学部観光経営学科教授。博士（政策科学）。京都府京都市北区生まれ。小畑力人による和歌山大学観光学部創設にあたって招聘される。

## 経歴
- 1986年　立命館大学法学部卒業
- 旅行会社勤務
- 1991年〜2007年　学校法人森谷学園（トラベルジャーナル学園）トラジャル旅行ホテル専門学校講師
- 2002年　立命館大学大学院経営学研究科修士課程修了
- 2005年　立命館大学大学院政策科学研究科博士課程修了
- 2007年　和歌山大学経済学部観光学科教授

## 所属学会
- 日本観光学会
- 日本国際観光学会
- 東北亜観光学会(日本・韓国）

など。

## 著書
- 旅行取引論

出版社: 晃洋書房

出版年：2007年6月 

ISBN-13: 978-4771018754

- 変化する旅行ビジネス―個性化時代の観光をになうハブ産業

出版社: 文理閣
 
出版年：2003年4月 
 
ISBN-13: 978-4892594281
 
(共著：広岡 裕一、岡本 義温、小林 弘二）